# 스테고우로스
스테고우로스(Stegouros,(/ˌstɛɡəˈjʊərɒs/)는 중생대 백악기 후기에 남아메리카 살았던 공룡이다. 화석은 2018년 칠레에서 발견되었다. 속명의 뜻은 지붕을 뜻하는 그리스어 '스테고스(στέγος, stegos)'와 꼬리를 뜻하는 '우라(οὐρὰ, oura)'를 합친 '지붕이 있는 꼬리'를 의미한다.